# بيت مليك (شبام كوكبان)

تعديل مصدري - تعديل

بيت مليك هي إحدى قرى عزلة ضلاع الأعلى بمديرية شبام كوكبان التابعة لمحافظة المحويت، بلغ تعداد سكانها 1860 نسمة حسب تعداد اليمن لعام 2004.